# Mark Braverman (Psychologe)

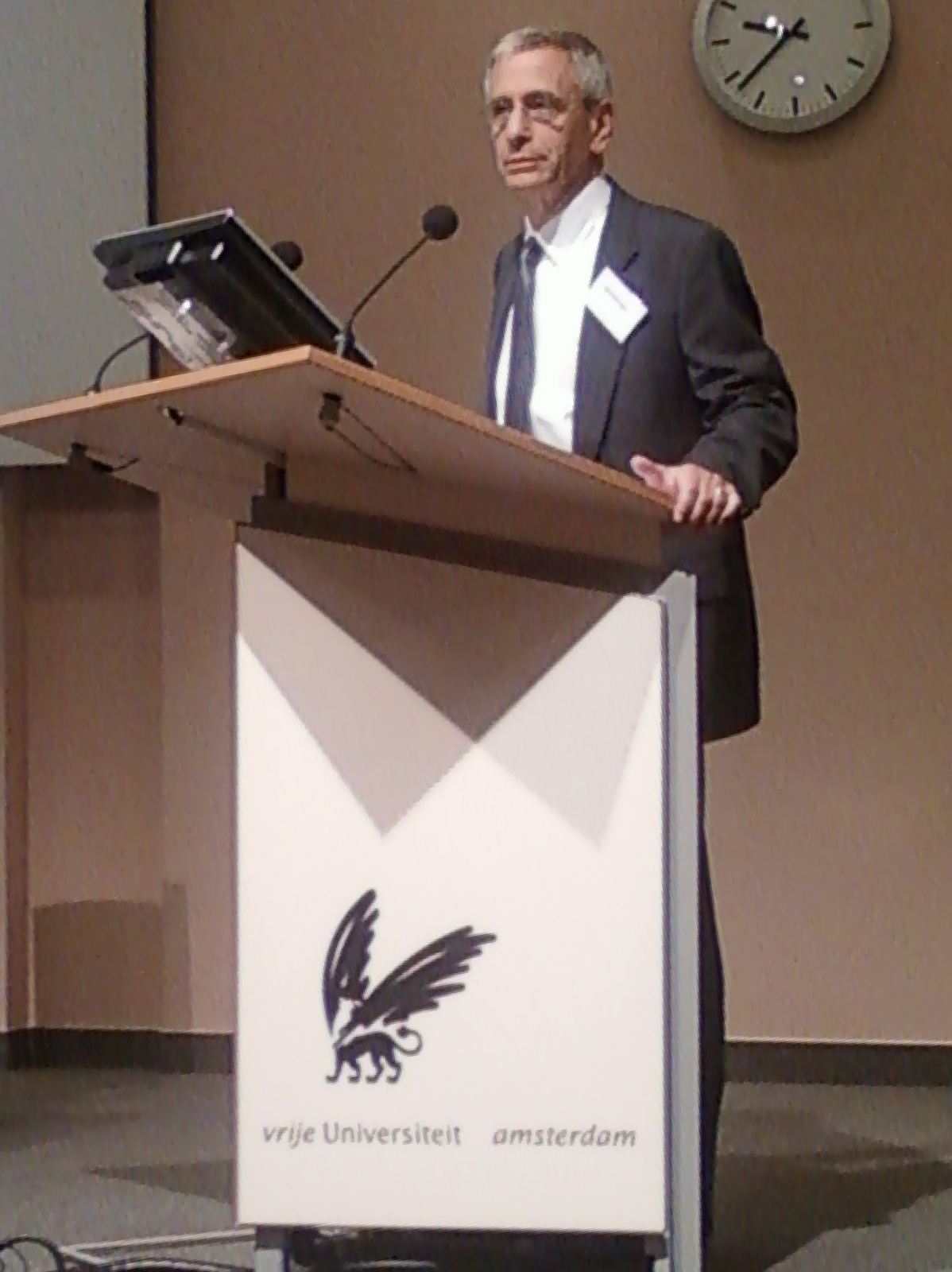
Mark Braverman (2011)

Mark Braverman (* 1948 in Philadelphia) ist ein US-amerikanischer Psychologe und Aktivist für die Rechte der Palästinenser. Er ist geschäftsführender Direktor von Kairos USA, einer Organisation von US-amerikanischen Christen, die sich für einen aus ihrer Sicht gerechten Frieden zwischen Palästinensern und Israelis einsetzen.

## Leben
Mark Bravermann wuchs in einer konservativen jüdischen Familie in Philadelphia auf. Einer seiner Großväter war palästinensischer Jude. Bravermann arbeitete als Psychologe und Traumatherapeut. Selbst sagte er, dass er von der Idee geprägt worden sei, die Welt sei den Juden gegenüber feindlich und wolle sie umbringen oder zwangskonvertieren. Seine Einstellung änderte sich 2006 nach einem Besuch im Westjordanland. Er wurde zum Aktivisten für Frieden im Nahen Osten und stellt die politischen Vorgänge in einen starken religionsgeschichtlichen Zusammenhang.

## Positionen
Braverman kritisiert die Politik Israels in Bezug auf die Besetzung der palästinensischen Gebiete und vergleicht die Diskriminierung der Palästinenser mit Südafrikas Apartheid. Aus dieser Haltung heraus unterstützt er auch die BDS-Bewegung.
Die Ursache des in seinen Augen zu harschen Vorgehens gegen die Palästinenser sieht er in dem traditionellen jüdischen Glauben, dass das Volk Israel von alters her von Gott erwählt sei. Der Erwählungsglaube habe zu einem jüdischen Triumphalismus geführt, dieser wiederum zur „ethnischen Säuberung Palästinas“.
Braverman meint, dass sich die christlichen Kirchen aus Angst vor dem Vorwurf des Antisemitismus nicht trauen würden Israel zu kritisieren: „Der Vorwurf, man sei Antisemit, ist die Keule, die man schwingt, um jede offene oder kritische Diskussion über den Staat Israel im Keim niederzuhalten.“ Er forderte 2018 die deutschen Kirchen auf, deutlichere Kritik am Staat Israel zu üben und Boykottbewegungen zu unterstützen.
Bravermann wird von kirchlichen und Palästina-Solidaritäts-Gruppen auch in Deutschland eingeladen. So referierte er beispielsweise auf dem Deutschen Evangelischen Kirchentag im Juni 2015.

## Kritik
Volker Beck warf Braverman vor, undifferenziert zu kritisieren und damit einen als Palästina-Solidarität getarnten Antisemitismus zu befördern.

## Publikationen
- Mark Braverman: Die Mauer überwinden – Eine Vision für Israelis und Palästinenser. Hamburg 2017 (WDL-Verlag)
- Mark Braverman: Verhängnisvolle Scham – Israels Politik und das Schweigen der Christen. Gütersloh 2011 (Gütersloher Verlagshaus)